# Estación de Arturo Soria
Arturo Soria es una estación de la línea 4 del Metro de Madrid situada bajo el cruce de las calles Arturo Soria, José Silva y Ulises, entre los barrios de San Juan Bautista y Colina (distrito de Ciudad Lineal). También presta servicio a los barrios de Canillas y Piovera (distrito Hortaleza).

## Historia
La estación fue inaugurada el 4 de enero de 1979 y puesta en servicio el día siguiente, como parte de la prolongación de la línea 4 entre las estaciones de Alfonso XIII y Esperanza.
La estación permaneció cerrada desde el 13 de enero y el 10 de marzo de 2020 por obras en la línea. Existió un Servicio Especial gratuito de autobús que sustituía el tramo Avenida de América - Pinar de Chamartín con parada en las inmediaciones de la estación y fue remodelada en el primer trimestre de 2020 para cambiar paredes de mármol marrón con vetas, y azulejos de pasillos, por vítrex azul.

## Accesos
Vestíbulo Arturo Soria
- Ulises C/ Ulises, 1
- Arturo Soria C/ Arturo Soria, 172 (semiesquina C/ Ulises, 2)
- José Silva, impares C/ José Silva, 1A (esquina C/ Arturo Soria, 157)

Vestíbulo Ulises
- Ulises, impares C/ Ulises, 11 (esquina C/ Asura)

## Líneas y conexiones

### Metro
| << cabecera | < estación        | línea | estación > | cabecera >>        |
| ----------- | ----------------- | ----- | ---------- | ------------------ |
| Argüelles   | Avenida de la Paz |       | Esperanza  | Pinar de Chamartín |

### Autobuses
| Diurnos   |                    |                                               |
| Línea     | Destino            | Parada                                        |
| 11        | Barrio Blanco      | 220 METRO ARTURO SORIA (C/ Arturo Soria, 167) |
| 70        | Alsacia            | 220 METRO ARTURO SORIA (C/ Arturo Soria, 167) |
| 11        | Marqués de Viana   | 221 METRO ARTURO SORIA (C/ Arturo Soria, 182) |
| 70        | Plaza de Castilla  | 221 METRO ARTURO SORIA (C/ Arturo Soria, 182) |
| 120       | Hortaleza          | 383 ULISES-ARTURO SORIA                       |
| 122       | Feria de Madrid    | 383 ULISES-ARTURO SORIA                       |
| 120       | Plaza de Lima      | 384 ULISES-ARTURO SORIA                       |
| 122       | Avenida de América | 384 ULISES-ARTURO SORIA                       |
| Nocturnos |                    |                                               |
| Línea     | Destino            | Parada                                        |
| N3        | Plaza de Cibeles   | 220 METRO ARTURO SORIA (C/ Arturo Soria, 167) |
| N3        | Feria de Madrid    | 221 METRO ARTURO SORIA (C/ Arturo Soria, 182) |